# 1905-ös magyar labdarúgó-bajnokság (első osztály)
Az 5. hivatalos bajnokság. A magyar labdarúgósport megalapítója, a BTC nem nevezett a bajnokságra. Lépését azzal indokolta, hogy nemzetközi kötelezettségei miatt nem tudna legjobbjaival részt venni a hazai küzdelmekben.
Az utolsó fordulóban lejátszott Postás SE – Fővárosi TC mérkőzés 7:0-s végeredményét az MLSZ vesztegetési ügy miatt törölte, mindkét csapatot vesztesnek nyilvánította, így a jobb gólarányának köszönhetően a Ferencváros lett a bajnok.
Az osztályozókon mindkét első osztályú csapat sima vereséget szenvedett. Budapesti AK - MAFC 2:0.Typographia SC - Magyar ÚE 4:1.

## A végeredmény
|   | Csapat      | Játszott | GY | D | V  | L  | K  | GK  | Pont |         |
| - | ----------- | -------- | -- | - | -- | -- | -- | --- | ---- | ------- |
| 1 | FTC         | 16       | 11 | 4 | 1  | 54 | 12 | +42 | 26   | Bajnok  |
| 2 | Postás SE   | 15       | 11 | 4 | -  | 33 | 9  | +24 | 26   | Kiesett |
| 3 | MTK         | 16       | 10 | 3 | 3  | 55 | 11 | +44 | 23   |         |
| 4 | Újpesti TE  | 16       | 8  | 2 | 6  | 35 | 22 | +13 | 18   |         |
| 5 | Magyar AC   | 16       | 8  | 1 | 7  | 40 | 19 | +21 | 17   |         |
| 6 | Fővárosi TC | 15       | 4  | 4 | 7  | 29 | 30 | -1  | 12   |         |
| 7 | 33 FC       | 16       | 4  | 2 | 10 | 15 | 42 | -27 | 10   |         |
| 8 | MÚE         | 16       | 2  | 2 | 12 | 13 | 65 | -52 | 6    | Kiesett |
| 9 | MAFC        | 16       | 1  | - | 15 | 6  | 70 | -61 | 2    | Kiesett |

## Kereszttáblázat
|             | FTC  | PSC | MTK  | ÚTE | MAC  | Főv.TC | 33 FC | MÚE | MAFC |
| ----------- | ---- | --- | ---- | --- | ---- | ------ | ----- | --- | ---- |
| FTC         | XXX  | 0-0 | 2-2  | 2-0 | 2-0  | 3-0    | 3-0   | 5-2 | 14-0 |
| Postás SE   | 1-1  | XXX | 1-1  | 2-0 | 4-3  | 0-0    | GY    | 1-0 | 3-0  |
| MTK         | V    | 1-2 | XXX  | 2-1 | 0-1  | GY     | 6-0   | 7-0 | 2-0  |
| Újpesti TE  | 1-3  | 2-5 | 1-1  | XXX | 1-1  | 4-0    | 0-2   | 2-1 | 5-0  |
| Magyar AC   | 1-3  | 1-2 | 1-2  | 1-3 | XXX  | 1-0    | 2-1   | 4-0 | 2-0  |
| Fővárosi TC | 3-3  | -   | 0-5  | 1-7 | 1-0  | XXX    | 0-0   | 3-3 | 7-1  |
| 33 FC       | 2-1  | 0-7 | 1-8  | 1-3 | 0-2  | 0-5    | XXX   | 3-2 | V    |
| MÚE         | 0-12 | 0-5 | 0-3  | 0-5 | 0-9  | 3-1    | 2-2   | XXX | 0-3  |
| MAFC        | V    | V   | 1-15 | V   | 0-11 | 0-8    | 1-3   | V   | XXX  |

A bajnok Ferencvárosi Torna Club  csapata: Fritz Alajos (15) - Ullerich Ferenc (7) / Berán József (7), Manglitz Ferenc (11) - Gorszky Tivadar (16), Bródy Sándor (13), Lissauer Lipót (16) - Braun Ferenc (14), Weisz Ferenc (15), Koródy Károly (10), Takács Dániel (14), Pákay Ágost (11), Pályára lépett még: Deutsch Béla (9), Kovács Géza (7), Pokorny József (7), Scheibel József (5), Dobronyi Béla k.(1), Ecker Nándor (1), Rumbold Gyula (1). Edző:Kertész Sándor
A 2. helyezett Postai és Távirdai Tisztviselők Sport Egyesületé-nek csapata: Bádonyi Gyula, Balló Károly, Bartus Gyula, Bienenstock Sándor, Bodor Ödön, Buda István, Schwartz "Fekete" Leó, Giba Gyula, Holub Nándor, Kertay Lajos, Klein "Kis" Ernő, Koltai I József, Koltai II János, Korda Győző, Lieblich Ignác, Ligeti Ignác, Polócz József, Túri Jenő, Virág Ferenc.
A 3. helyezett Magyar Testgyakorlók Köre játékosai: Bíró Gyula, Deutsch Leó, Domonkos László, Hoffer István, Káldor "Zulu" Lipót, Károly Jenő, Kürschner Izidor, Levák István, Markovits Péter, Nagy Ferenc, Pozsonyi Imre, Révész Béla, Schaar Izidor, Sebestyén Béla, Edward Shires (skót), Steiner János, Vajda Béla, Weisz Lajos.
A 4. helyezett Újpesti Torna Egylet játékosai: Aschner Manó, Barcsay Ödön, Bey Lajos, Dybas Béla, Faragó Lajos, Fandl Géza, Fejér Sándor, Herczeg Oszkár, Kuschner János, Ludwig Antal, Major Kálmán, Molnár I Ferenc, Molnár II Imre, Novák Sándor, Ortner Sándor, Petz Béla, Prácser Imre, Rossmann József, Schwarcz Jenő, Szabó János.
Az 5. helyezett Magyar Athletikai Club játékosai: Bayer Jenő, Bayer Rezső, Borbás Gáspár dr., Fitt Kálmán, Höfle Győző, Kelemen Béla, Kodó, Kraft Kálmán, Kraft Jenő, Medgyessy Iván, Meleghy Gyula, Mészáros Károly, Oláh Károly, Rák, Riedl János, Schaffer Imre, Sipos-Sellő Ernő, Vangel Gyula dr., Veres Imre, Veres Sándor, Vincze Károly, Wenisch Károly.
A 6. helyezett Fővárosi Torna Club játékosai: Bogács József, Bucsek József, Erdélyi Károly, Gulyás Dezső, Herschkovits László, Jergencz Ignác, Kauffmann Aladár, Kárpáti Árpád, Mandl Rezső, Nebenzahl Artúr, Paulik József, Rauch Géza, Reizinger Géza, Roóz Ernő, Rusz Miklós, Schönfeld Aladár, Szednicsek János, Szeiff Aladár, Szentey Sándor, Weisz Gyula, Weisz Márton, Zengő Bertalan.
A 7. helyezett 33 Football Club játékosai: Berki, Bíró János, Czavolják József, Depold László, Eichinger Károly, Erdélyi Károly, Forstinger Antal, Hampel Károly, Harmos, Kiss Gyula, Koch Nándor dr., Lill Erik, Lill Kálmán, Lindner Imre, Makai, Marosi Lajos, Martin Ferenc, Nagy József, Rátonyi, Rzehák Béla, Singer Mór, Steiner Bertalan, Székány Kálmán, Sztana, Vanicsek Sándor, Vágó Jenő, Várady Jenő, Zsidó Lajos.
A 8. helyezett Magyar Úszó Egyesület játékosai: Bittner Ferenc, Csüdör Ferenc, Engel Béla, Erdődy Miklós, Feleky Gyula, Friedmann János, Géber Adolf, Habich Károly, Holits Ödön, Horváth Gyula, Kazár Emil, Kazár Tivadar, Keresztes Gyula, Kovalsky, Krappán Ottó, László Lajos, Lengyel Róbert, Marosi Lajos, Marossy Lajos, Munk Arnold, Munk Sándor, Papp Zoltán, Péczeli Andor, Pejtsik István, Radóczi Károly, Rákóczi Ferenc, Risovsky, Springer Andor, Szedlyák Gusztáv, Van Beck Károly.
A 9. helyezett Műegyetemi Athletikai és Football Club játékosai: Andrejka Árpád, Aschner Jakab, Boros Gyula, Csathó Ferenc, Dávid Ferenc, Déry Andor, Dybas Béla, Fischer Sámuel, Hevesi Kornél, Kerékgyártó György, Lichtmann Győző, Major Kálmán, Márton Gyula, Mátrai Ferenc, Niessner Aladár, Pogány György, Pohl Lajos, Reiner Lajos, Relle Pál, Rónai Gyula, Ságody, Schuler, Szántó Károly, Székely, Tolnai Jenő, Weinwurn Frigyes.

## Dijak
| Bajnok 1905      |
| FTC 2. Bajnokság |

| Az év játékosa       | Gólkirály                |
| Bodor Ödön Postás SE | Károly Jenő MTK (13 gól) |